# Фрідріх Вебер
Фрідріх Вебер (нім. Friedrich Weber; 30 січня 1892, Франкфурт-на-Майні — 14 липня 1955, Мюнхен) — німецький ветеринар, групенфюрер СС.

## Біографія
У 1914 році став земельною керівником баварського відділення Німецької молодіжної організації «Перелітні птахи» (аналог бойскаутів). Учасник Першої світової війни, польовий ветеринар Баварського Альпійського корпусу. Після закінчення війни служив в добровольчому корпусі «Оберланд» в період боїв з поляками за Верхню Сілезію (спочатку командиром відділення, потім — взводу). Наприкінці 1921 року очолив політичний відділ Союзу «Оберланд». З грудня 1922 року по листопад 1929 року — керівник Союзу. У 1923 році — один з керівників «Німецького бойового союзу». Учасник Пивного путчу. На процесі над бунтівниками в 1-му народному суді Мюнхена засуджений до 5 років в'язниці, але 26 січня 1925 року звільнений.
З 1926 року — асистент Інституту досліджень спадковості Вищої школи сільського господарства в Мюнхені, потім окружний ветеринар в Оєрдорфі. У квітні 1930 року перейшов на роботу в апарат уряду Баварії. У 1932 році вступив в НСДАП (партійний квіток № 1 310 670), а 9 листопада 1933 року — в СС (посвідчення № 145 113). Попри те, що посля виходу з ув'язнення він відійшов від активної участі у політиці і зайнявся ветеринарною практикою, він підтримував дружні стосунки з Гітлером і користувався перевагами свого положення.
15 лютого 1934 року призначений імперським керівником німецьких ветеринарів і залишався на цій посаді до падіння нацистського режиму. З 1934 року — член товариства Лебенсборн. Брав участь в розробці нового ветеринарного законодавства, який заборонив, зокрема, способи забою худоби, болісні для тварин (в тому числі ритуальні). 15 березня 1934 року перепідпорядкований Імперському міністерству внутрішніх справ, де з 1 липня 1934 року одночасно очолив 3-й (ветеринарний) відділ. З 1936 року очолював Імперську ветеринарну палату. З 30 січня 1945 року служив у 3-му ветеринарно-медичному дивізіоні вермахту.
В 1945-48 роках як «активний нацист» перебував у таборі для інтернованих, заплатив великі штрафи за «отримання вигоди з війни». Після звільнення з табору до кінця свого життя доктор Вебер працював ветеринаром в Баварії.

## Звання
- Унтерофіцер (9 квітня 1915)
- Фельдунтерветеринар (30 грудня 1915)
- Фельдгільфсветеринар (26 вересня 1916)
- Почесний штандартенфюрер СС (9 листопада 1933)
- Міністерський радник (1 квітня 1934)
- Оберфюрер СС (20 квітня 1937)
- Міністерський директор (26 квітня 1937)
- Бригадефюрер СС (30 січня 1940)
- Групенфюрер СС (9 листопада 1944)
- Оберфельдветеринар (30 січня 1945)

## Нагороди
- Залізний хрест 2-го і 1-го класу
- Військовий хрест «За заслуги» (Баварія)
  - 3-го класу (9 березня 1916)
  - 1-го класу (25 липня 1918)
- Нагрудний знак «За поранення» в чорному
- Сілезький Орел 2-го ступеня
- Почесний громадянин громади Вассерлозен (22 жовтня 1933)
- Орден крові (№874; 9 листопада 1933)
- Почесний хрест ветерана війни з мечами
- Почесний кут старих бійців
- Цивільний знак СС
- Медаль «У пам'ять 13 березня 1938 року»
- Медаль «У пам'ять 1 жовтня 1938 року»
- Почесний професор факультету ветеринарної медицини Берлінського університету (26 липня 1939)
- Золотий партійний знак НСДАП (1939)
- Почесна шпага рейхсфюрера СС з особистою подякою Генріха Гіммлера (1942) — вручена з нагоди дня народження.
- Хрест Воєнних заслуг 2-го і 1-го класу